# Dictyna xinjiangensis
Dictyna xinjiangensis là một loài nhện trong họ Dictynidae.
Loài này thuộc chi Dictyna. Dictyna xinjiangensis được miêu tả năm 1985 bởi Da-xiang Song, Jia-Fu Wang & Yang.